# 牛津大學納菲爾德學院
納菲爾德學院（英語：Nuffield College，/ˈnʌfiːld/） 是英國牛津大學學院之一，專門研究社會科學（尤其是經濟學、政治學和社會學），成立於1937年，規模不大。
2006年，收到財政捐款1.46億英鎊。使其成為牛津大學中經費第四多的學院。

## 歷史
納菲爾德學院創立於1937年，由莫里斯汽車公司創始人威廉·莫里斯提供經費。1937年11月16日，牛津大學與之簽訂協議。莫里斯在牛津城堡附近的新路上為學院買得一塊土地。同時他還捐贈了900,000英鎊 用作起始資金并建造學院建築。為此1949年《時代》雜誌將他評為“自中世紀以來大學最偉大的施主”。
該學院是牛津大學第一個一開始就男女共學的學院，也是最早有現代意義上科目（社會科學）的學院之一。

## 建築
該學院位於牛津以西的牛津運河盆地中。

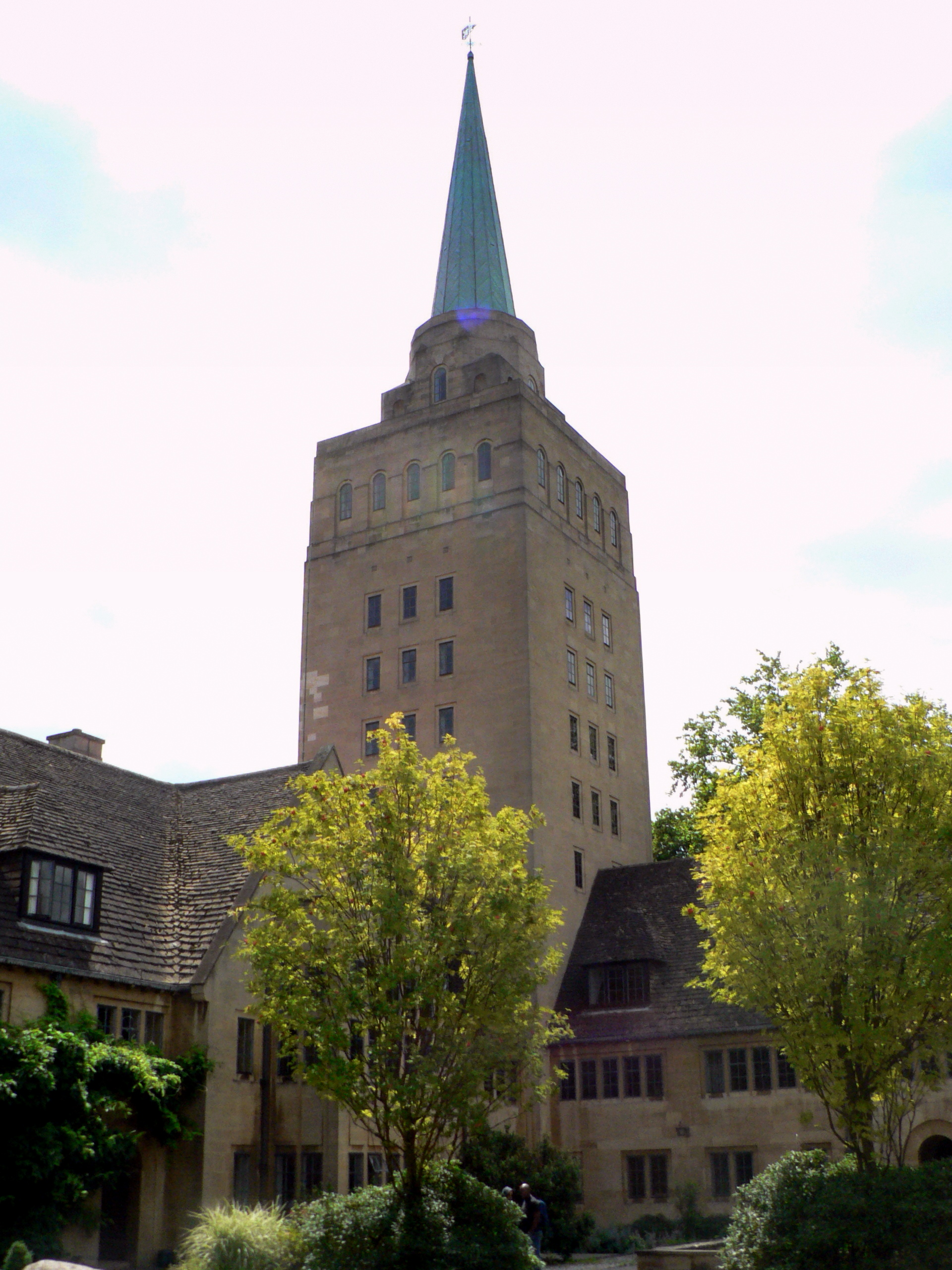
學院面朝新路，圖書館建築是一座尖頂塔。學院入口在該建築左側。

奧斯丁·哈里斯是該學院建築的建築師，他最初的設計受到了地中海建築的強烈影響，於是被莫里斯以“非英倫”之由否決。於是哈里斯修改了設計圖，使得其符合了爵士的要求。1940年莫里斯批准該方案，1949年始建，1960年完工，工作的延遲要歸因于二戰後對建築物的限制，且由於材料不足等原因，選址還一度改變。其圖書館建築是牛津200年內建造的唯一一座塔，高150英尺（46），頂部有尖頂。建築周圍有兩個方庭，有學生及教員宿舍。教堂中有约翰·派博設計的彩色玻璃。
這座建築的最終設計一度引發批評，因為其與牛津的其他建築不很相似。建築歷史學家霍華德·科爾文說哈里森的最初設計是“1930年最大的建築災難”，同時也因復古而被批為讓牛津失去了“擺脫過去”的機會。1960年代被評為“牛津最大的沉悶紀念碑”高塔被認為是“笨拙的”，因重複的窗戶而喪失了美感。旅行作家簡·莫里斯說它“一開始就是個大雜燴”。不過同時也有少數正面反應。

## 圖片

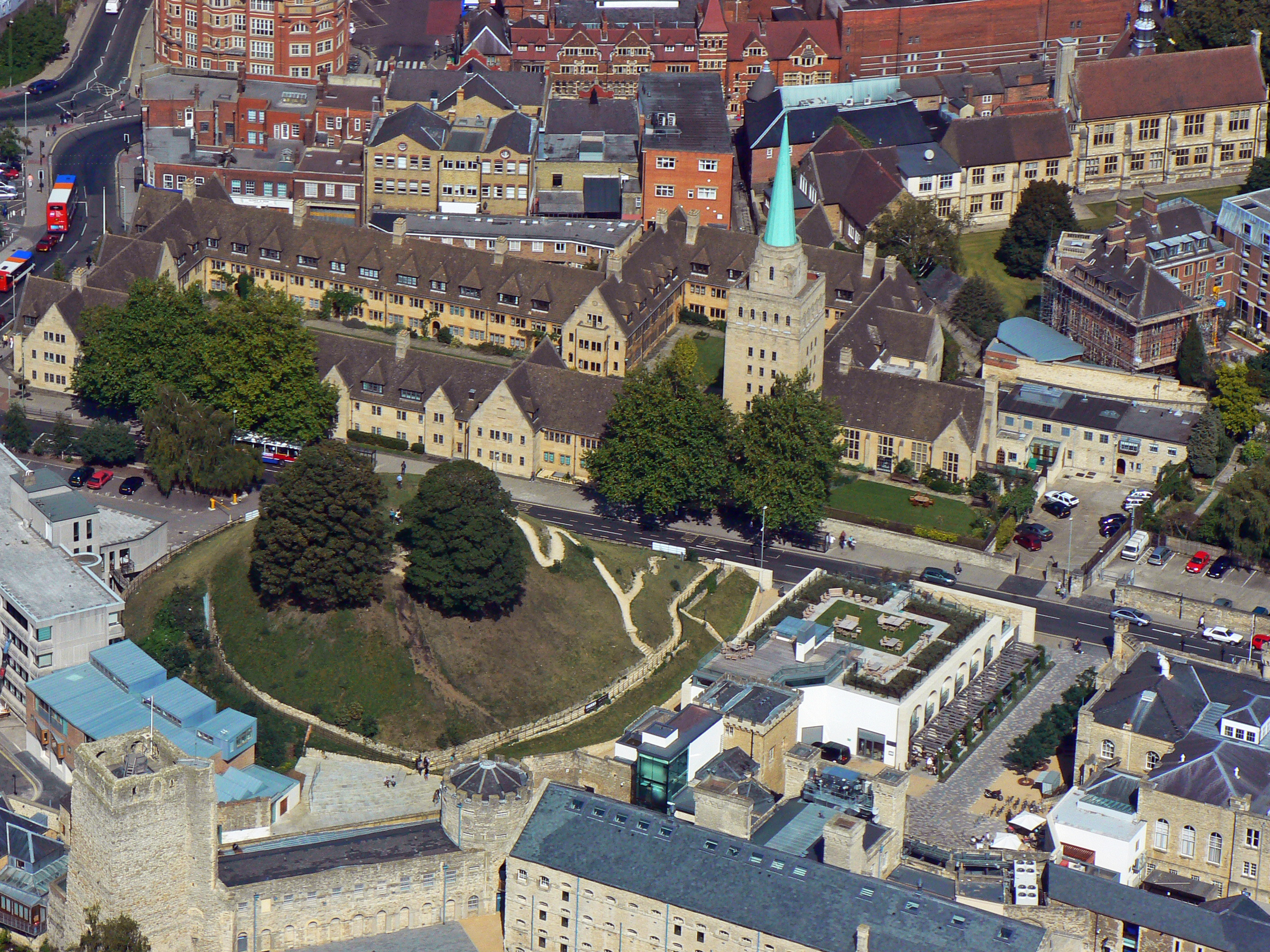
學院航拍圖
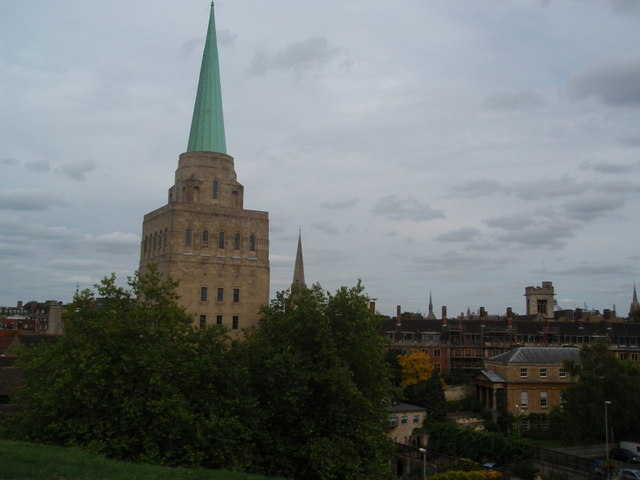
學院尖塔
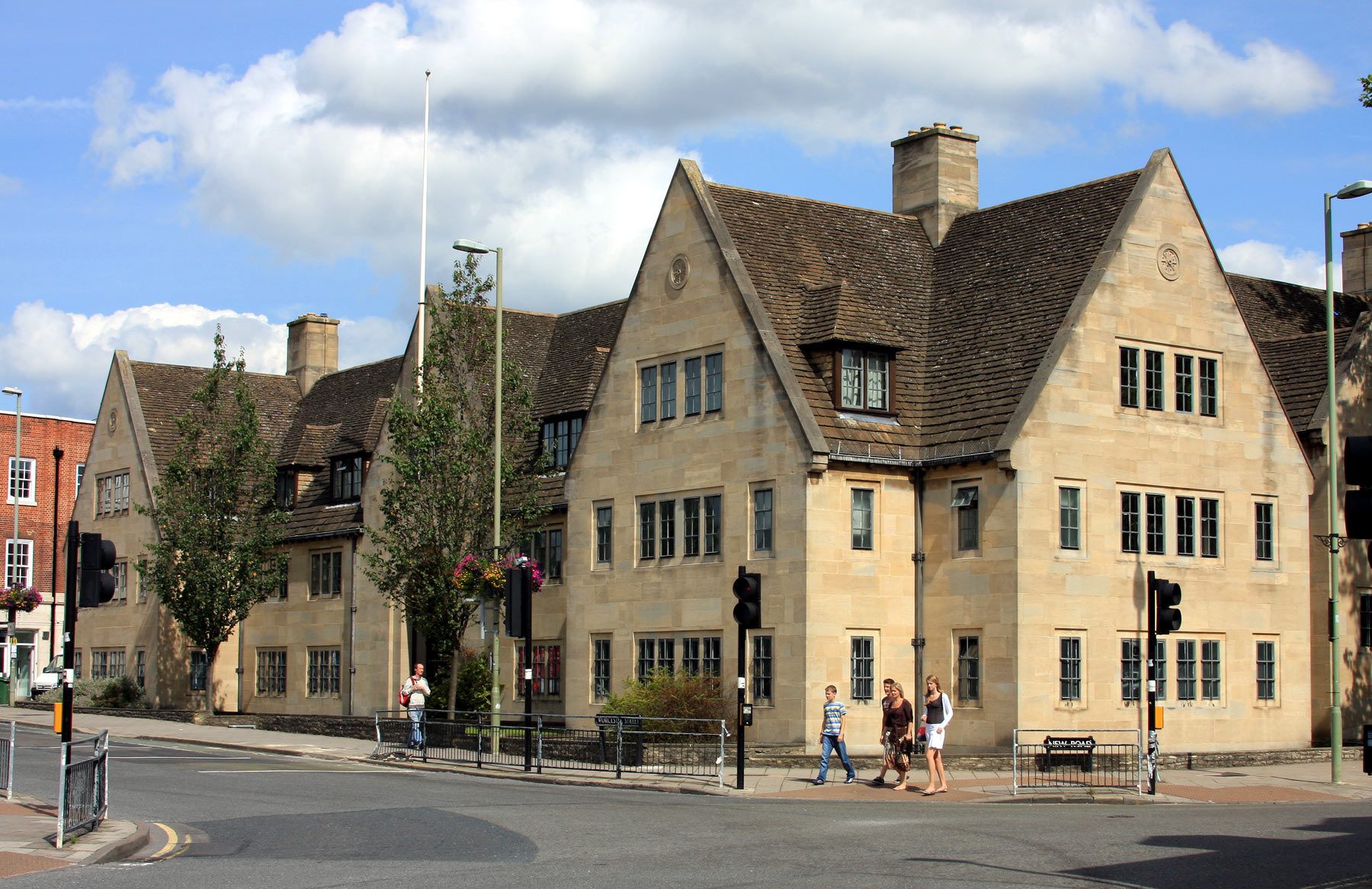
學院位於新路和伍斯特街的拐角處
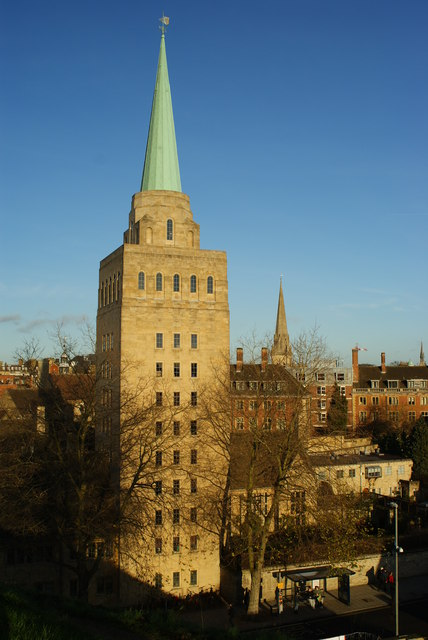
從Castle Mound頂端看納菲爾德學院
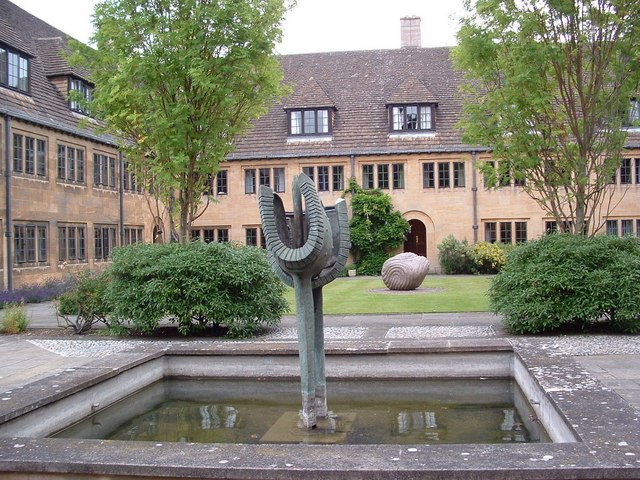
庭院中的雕像和池塘
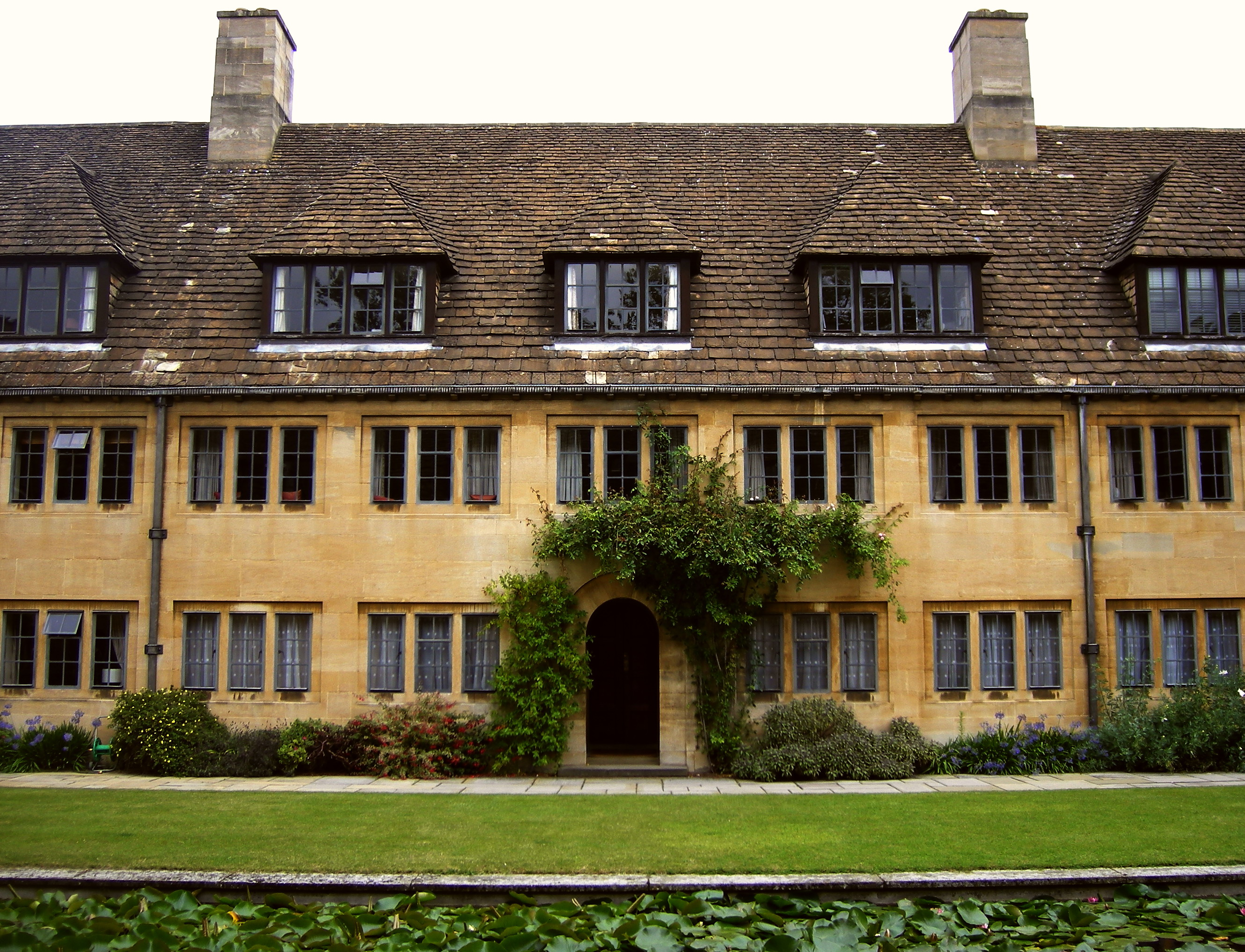
小方庭
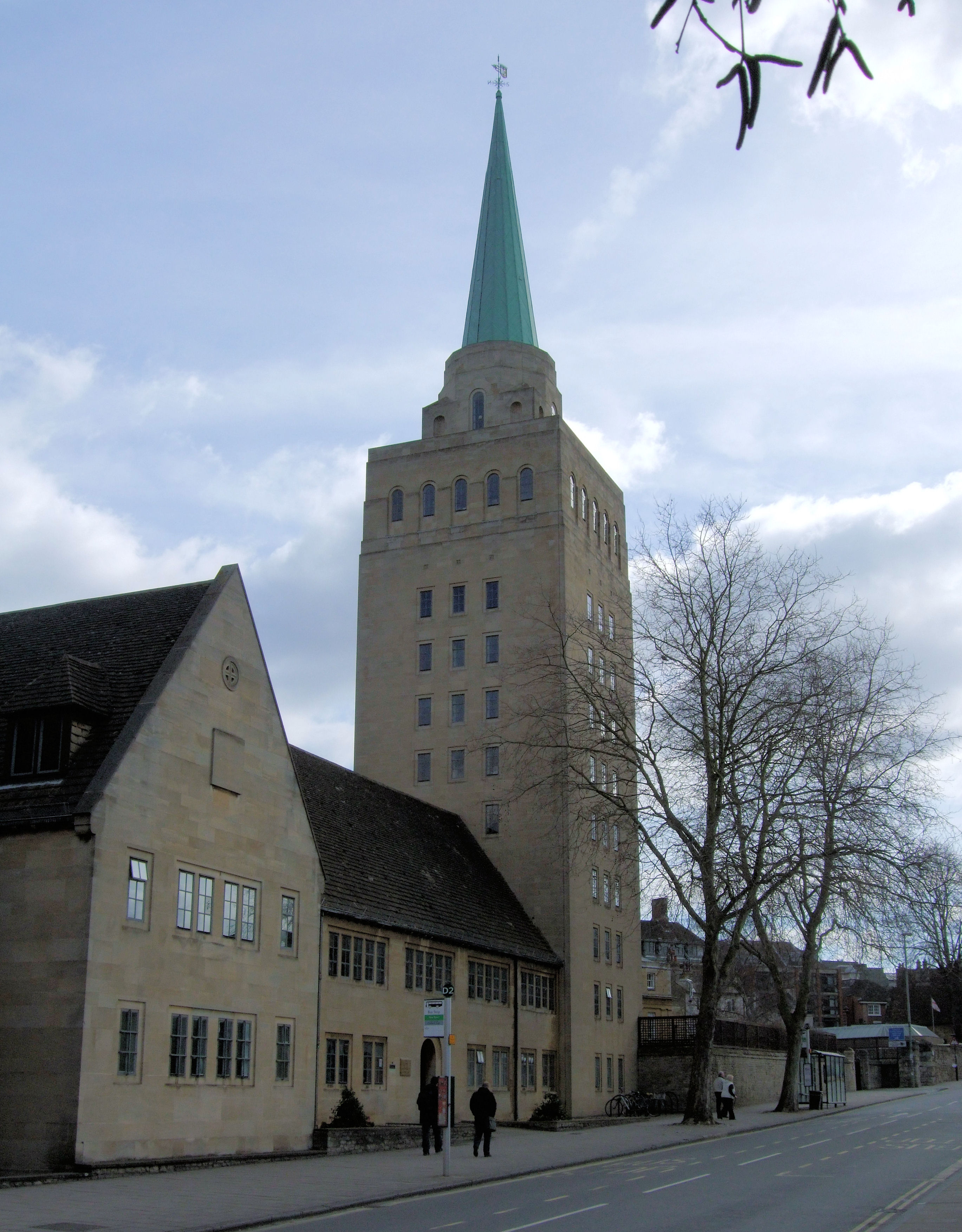
從街道上看學院
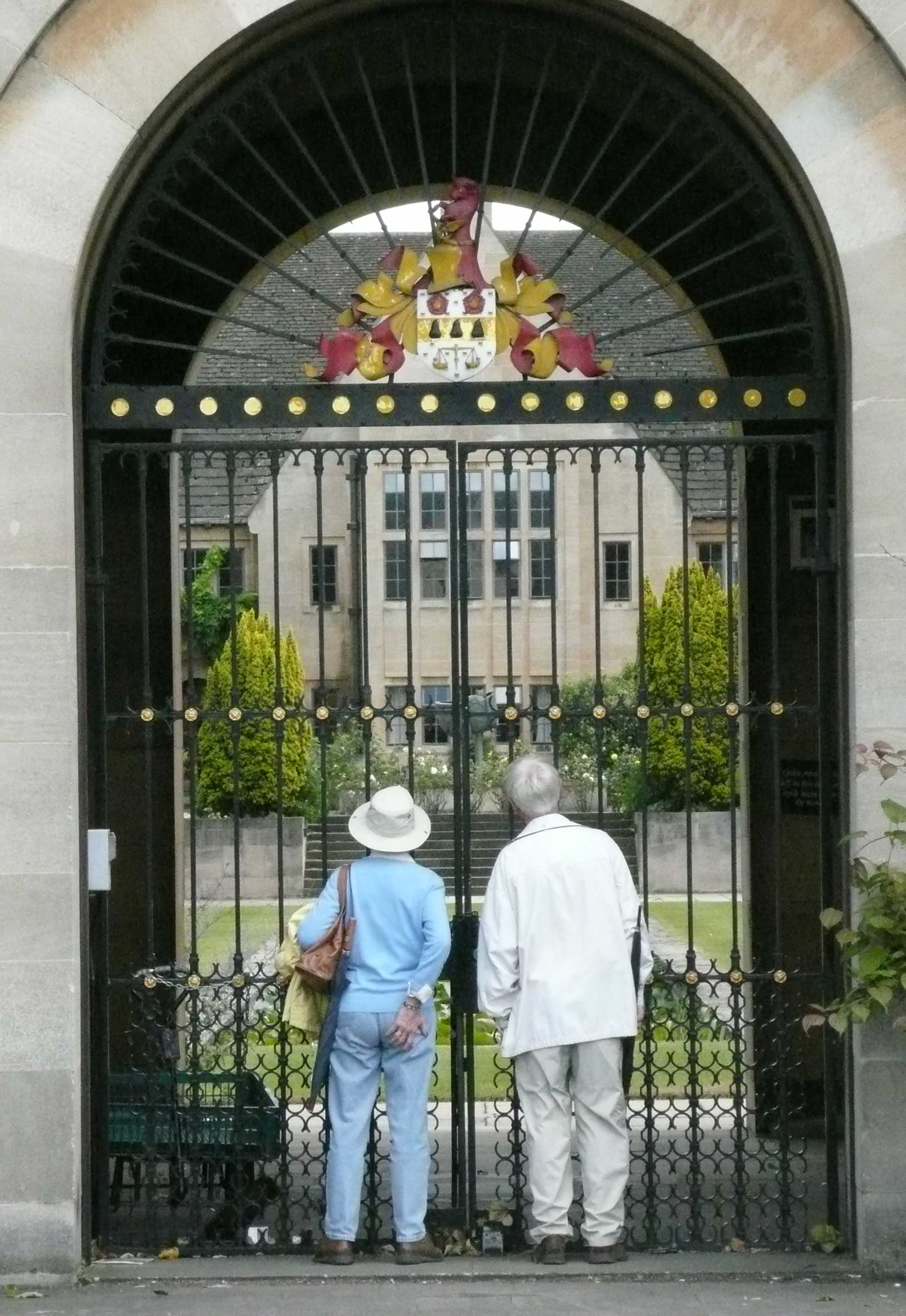
學院西門

## 外部連結
- 官方网站
- Virtual Tour of Nuffield College （页面存档备份，存于）